# Tollan (Stargate)
I Tollan sono un popolo immaginario della serie televisiva Stargate SG-1.

## Storia
I loro avi furono costretti dai Goa'uld a trasferirsi dalla Terra fino al loro pianeta, Tollan, attraverso gli Stargate. Tale trasferimento ebbe luogo migliaia di anni prima dell'epoca di ambientazione di Stargate SG-1 (giorni nostri, XX-XXI secolo d.C.).
Il loro pianeta, Tollan, viene devastato da violente eruzioni vulcaniche scatenatesi in seguito alla distruzione di Sarita; l'SG-1 riesce a salvarne alcuni, aiutandoli poi a contattare i Nox, i quali li aiutano a trovare un altro pianeta su cui stabilirsi, che i Tollan chiamano Tollana, e a costruire un nuovo stargate (Enigma). In seguito il nuovo pianeta dei Tollan ospita il processo per decidere chi tra il goa'uld Klorel e Skaara dovesse possedere il corpo di quest'ultimo (Inganno). Il pianeta viene distrutto da Anubis due anni dopo (Tra due fuochi).

## Cultura
I Tollan erano una civiltà tecnologicamente avanzata, capaci di passare attraverso i muri e dotati di dispositivi in grado di fornire energia illimitata (Enigma) oltreché di cannoni agli ioni in grado di distruggere agevolmente una Nave madre Goa'uld e di dispositivi che disattivano le armi (Inganno). Seguivano una stretta politica di non condividere le proprie tecnologie con le popolazioni "inferiori". Per questo, durante la loro breve permanenza sulla Terra, il NID tenta di impedire all'SG-1 di contattare i Nox, sperando poi di convincere i Tollan a divulgare alcune tecnologie.